# Turkana (distrikt)
För andra betydelser, se Turkana.
Turkana är ett av Kenyas 71 administrativa distrikt, och ligger i provinsen Rift Valley. År 1999 hade distriktet 450 860 invånare. Huvudorten är Lodwar. 